# Louis Alexandre d’Albignac

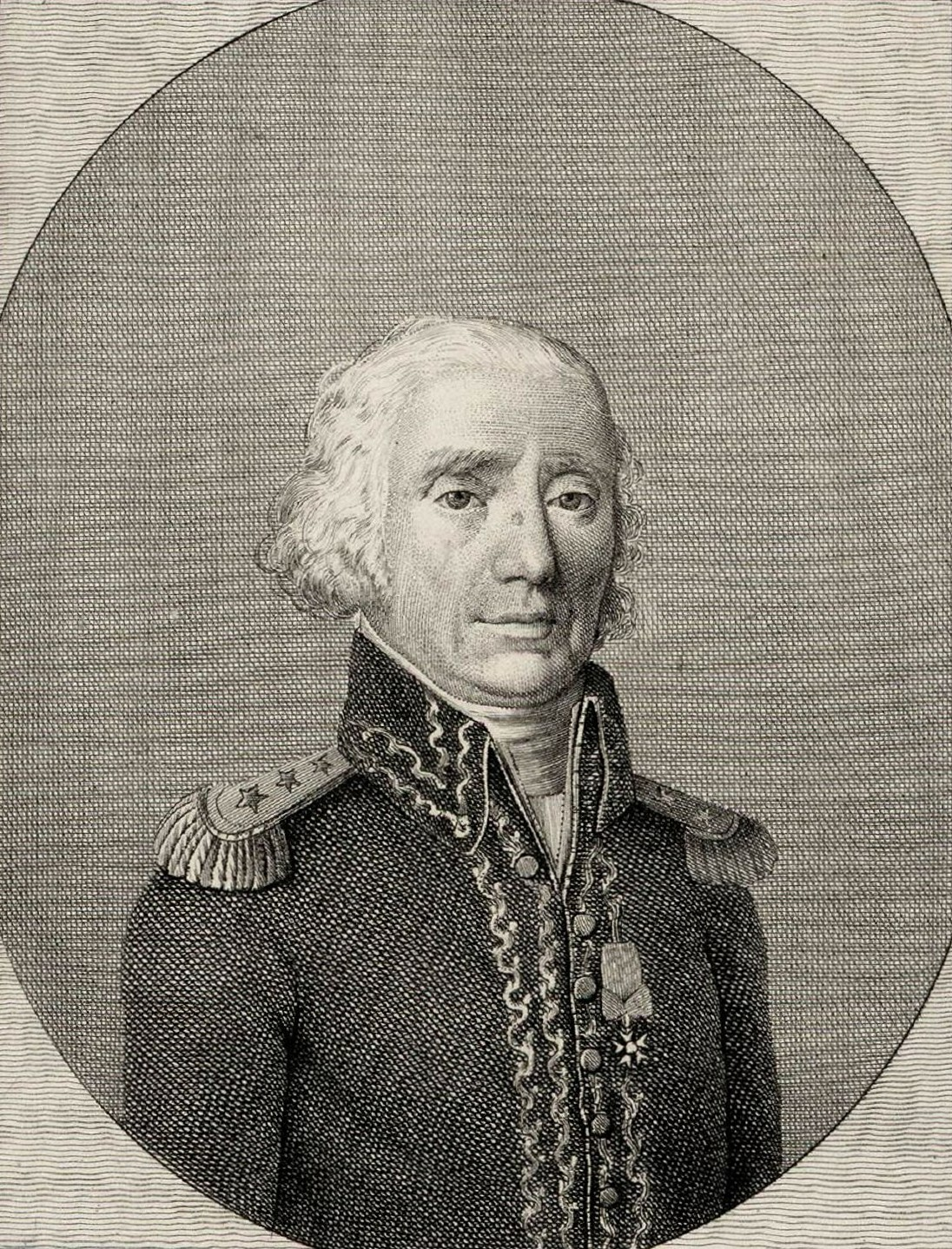
Porträt Louis Alexandre d’Albignacs von C. Laguiche

Louis Alexandre d’Albignac, Baron d’Albignac d’Arre (* 22. März 1739 in Arrigas, (Département Gard); † 17. Januar 1825 in Le Vigan (Gard)), war ein französischer Général de division.

## Leben

### Ancien Régime
Louis Alexandre d’Albignac war Sohn des Louis d’Albignac und der Isabeau Quatrefages.  Im Alter von 16 Jahren trat er in das französische Heer ein.  1756 nahm er bei der französischen Eroberung von Menorca an der Belagerung und Eroberung des Kastells Sant Felip an der Hafeneinfahrt von Maó teil.  Nach dem Ende des Siebenjährigen Kriegs diente er mit dem Régiment de Boulonnais in Nordamerika.  Erst 1769 wurde er, auf Grund der langen Senioritätswartezeiten, Lieutenant.  Im gleichen Jahr nahm er an der Eroberung von Korsika teil.  Dort blieb er bis zum 30. Dezember 1772 als Kommandant des Bezirks „feudo d’Istria“ oder „Pieve d’Istria“ (Herrschaft Istria) südöstlich von Ajaccio.

### Indien
Danach wurde er zum Colonel-lieutenant im neu aufzustellenden Kolonial-Infanterieregiments Pondichéry in Französisch-Indien befördert, das er in Abwesenheit des Kommandanten aufstellte und bis 1778 befehligte.  Als die Briten am 21. August 1778 Pondichéry mit mehreren Tausend Mann unter General Hector Munro (1726–1805), dem Oberbefehlshaber der Madras-Armee, angriffen, hielt Albignac mit seinen 700 Mann dem Angriff bis zum 19. Oktober stand, ehe er ehrenhaft kapitulierte.  Am 22. August 1780 erhielt er in Anerkennung seiner Verdienste die Inhaberstelle des Regiments und wurde zum Brigadier des armées du roi der Kolonialinfanterie befördert. Ab dem folgenden Jahr erhielt er eine jährliche Pension von 2400 Francs aus der königlichen Schatzkammer. Am 13. Juni 1783 wurde er mit den Resten der französischen Armee, etwa 9500 Mann, südlich von Gondelour, der einzigen noch verbliebenen französischen Besitzung in Indien, von Generalmajor James Stuart († 1793) mit 17.700 Mann angegriffen.  Obwohl ein Teil seiner indischen Truppen beim Beginn der Kämpfe desertierte, gelang es ihm, durch geschickten Einsatz von zehn verbliebenen Feldkanonen und durch geschickte Gegenangriffe die Briten zum Abzug zu zwingen und bis zum Waffenstillstand am 2. Juli 1783 zu bestehen.
Albignac kehrte nach dem Friedensschluss von 1783 nach Frankreich zurück.  König Ludwig XVI. versetzte ihn am 1. Dezember 1783 in das Kriegsministerium, mit einer Pension von 4000 Francs von der königlichen Finanzverwaltung und weiteren 1000 Francs vom „Établissement national des invalides de la marine“ (ENIM), dem Pensionsfonds der Marine.  Am 9. März 1788 wurde er zum Maréchal de camp befördert.

### Französische Revolution
Albignac war Parteigänger der Revolution, von der er sich die Korrektur vieler Missstände erhoffte. Am 11. März 1790 wurde er als Nachfolger seines Freundes und entfernten Verwandten Henri Quatrefages de La Roquette (1731–1824), der als Mitglied der Nationalversammlung in Paris beschäftigt war, Bürgermeister von Le Vigan. Bereits am 17. November 1790 gab er dieses Amt wieder ab, da er am folgenden Tag den Befehl über die 9. Division der Nationalgarde in Nîmes übernahm, mit der er in den Départements Gard, Ardèche und Lozère die innere Sicherheit gewährleisten sollte. Dies tat er so zufriedenstellend, dass ihm in der Nationalversammlung am 23. Februar 1791 ausdrücklich dafür Lob ausgesprochen wurde. Ende September 1791 war er einer der drei von Ludwig XVI. berufenen Mitglieder der Kommission, die die Eingliederung des bisher päpstlichen Comtats Venaissin in das Königreich Frankreich durchführten. Am 22. Mai 1792 ernannte ihn der König zum Lieutenant-général.
Im Juli 1792 versammelte er ein Aufgebot von 8000 Mann bei Joyeuse und führte es gegen den royalistischen Aufstand des Grafen François-Louis de Saillans (1742–1792) im Gévaudan, der am 8. Juli das Schloss Banne erobert hatte. Nach ein paar Scharmützeln zwischen Joyeuse und der etwa 15 km weiter südlich gelegenen ehemaligen Templer-Komturei Jalès zerstreuten sich die Rebellen während eines schweren Gewitters am 11. Juli, und am 12. Juli fiel das Schloss Banne in die Hände seiner Truppen, die es in Brand steckten und weitgehend zerstörten. Saillans wurde auf der Flucht ergriffen, nach Les Vans gebracht und dort ohne Gerichtsverfahren mit mehreren seiner Gefährten auf der Place de la Grave durch Säbelhiebe getötet.
Albignac diente dann kurzzeitig in der Auvergne, wo er ebenfalls einige Rebellionsversuche zu unterdrücken hatte, dann in der Alpenarmee, die er während einer Abwesenheit Kellermanns kurze Zeit befehligte, und schließlich im April und Mai 1793 in der Rheinarmee. Als er im September 1792 verdächtigt wurde, emigrieren zu wollen, hielt er vor der „Gesellschaft der Freunde der Verfassung“ eine mit Applaus aufgenommene Rede, in der er sich bereit erklärte, die Generalsuniform mit der der Nationalgarde zu tauschen und als einfacher Soldat zur Nordarmee zu gehen, wenn man seine Gesinnung bezweifle.
Bald nach seinem Dienstantritt in der Rheinarmee erkrankte er, wurde dann des Föderalismus beschuldigt, erbat Urlaub, wurde dennoch eingesperrt und dann unter Hausarrest gestellt. Schon ab Juni 1793 war er infolge eines Streits mit dem Kriegsminister suspendiert. Am 10. Januar 1794, acht Monate nachdem er Nîmes verlassen hatte, ließ er sich in Le Vigan nieder. Bis zum 27. Juli 1799 erhielt er kein neues Kommando; dann wurde er an die Spitze der 10. Division berufen.  Er quittierte den Dienst endgültig am 27. April 1801 und zog sich nach Le Vigan zurück.

## Ehrungen, Tod, Familie
Im Frühjahr 1808 wurde er zum Kommandanten der „Garde d'honneur de cavalerie et d'infanterie du Gard“ (Kavallerie und Infanterie-Ehrengarde des Gard)  ernannt.  Er war schon seit 1774 Ritter des Ordens des Hl. Ludwig und wurde am 27. Dezember 1814, nach der Restauration der Bourbonen, zum Kommandeur dieses Ordens erhoben. Napoleon verlieh ihm das Kreuz der Ehrenlegion am 29. März 1805.  Er war Mitglied der Society of the Cincinnati.
Albignac starb in Le Vigan im Alter von 86 Jahren am 17. Januar 1825.
Er war in erster Ehe verheiratet mit Anne Louise Boisserole, von der er am 14. März 1794 nach achtjähriger Trennung geschieden wurde. Er heiratete danach eine seiner Kusinen, Magdelaine Philippine d’Albignac d’Arre; sie starb 73-jährig am 25. März 1831 in Le Vigan.